# Christian Lauritz Müller
Christian Lauritz Müller, född 1856 i Ordrup, död 20 mars 1927 i Hareskov, var en dansk-svensk byggmästare och industriman.
Müller gick i Köpenhamn lära som byggnadssnickare och timmerman, blev gesäll 1876 och mästare 1884. Han flyttade till Malmö 1885, blev svensk medborgare och startade en omfattande verksamhet som byggmästare. Han kom att uppföra ett 60-tal betydande byggnader där, bland annat Ribersborgs kallbadhus, Mazettifabriken vid Bergsgatan, Valhallapalatset vid Gustav Adolfs torg och Posthuset vid Skeppsbron. Han var tillsammans med Daniel Hjorth junior en drivande kraft bakom tillkomsten av Hippodromen. Han var också verkställande direktör för Ryska Gummifabriken (sedermera Tretorn) på Möllevången och Klagshamns cementverk.
Müller är dock troligen främst ihågkommen för sitt engagemang inom hästsporten. Han var en av undertecknarna då man den 5 juni 1896 i ett upprop kallade till överläggningar om att för första gången anordna travtävlingar i Malmö (de övriga var landshövding Robert Dickson samt Fritz Hallberg, Albrecht Berg von Linde och Nils Djurklou). Dessa tävlingar genomfördes med framgång på Limhamnsfältet redan den 5–6 juli samma år och därefter var Müllers målsättning att skapa en permanent travbana i Malmö.  
År 1906 var Müller en av grundarna av AB Skånes Galopp- och Travbana, i vilket han och major Bror Cederström vid Kronprinsens husarregemente (sedermera regementschef) fick de ledande posterna. Cederström, som representerade galoppsporten, blev ordförande medan Müller blev vice ordförande och verkställande direktör. Året därpå kunde trav- och galoppbanan Jägersro invigas och under de första sex åren var Müller travbanans mest framgångsrika hästägare; han tävlade bland annat med hästar inköpta i USA. Under 25 år var han prisdomare i de årliga hästutställningarna och hans uppfattning blev i regel utslagsgivande. Efter hans död på den danska kurorten Hareskov 1927 har på Jägersro årligen körts storloppet C.L. Müllers Memorial.